# Arriva Rail London
 (mai 2025).
Si vous disposez d'ouvrages ou d'articles de référence ou si vous connaissez des sites web de qualité traitant du thème abordé ici, merci de compléter l'article en donnant les références utiles à sa vérifiabilité et en les liant à la section « Notes et références ».
Arriva Rail London est un opérateur ferroviaire en Angleterre appartenant à Arriva UK Trains. Il est en charge de l'exploitation des services de transport de passagers du London Overground. Il dispose d'un accord d'accès aux voies jusqu'en mai 2026.